# Al Djoufrah
Al Djoufrah (variantes : Jofra, Joufra ; en arabe : الجفرة) est une des 22 chabiyat de Libye. 
Sa capitale est Houn.
Les autres sites principaux sont Socna, Ueddan, l'oasis Zellah et al-Fugha.